# Tarandgrab

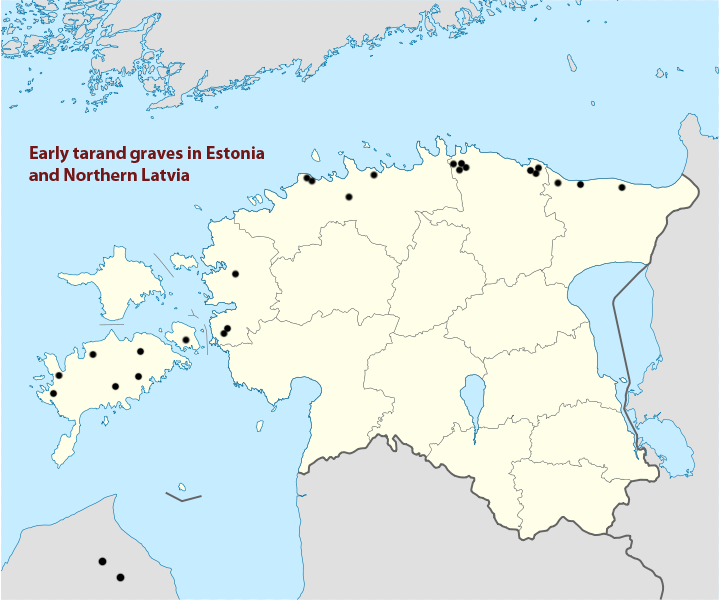
Küstennahe frühe Tarandgräber in Estland

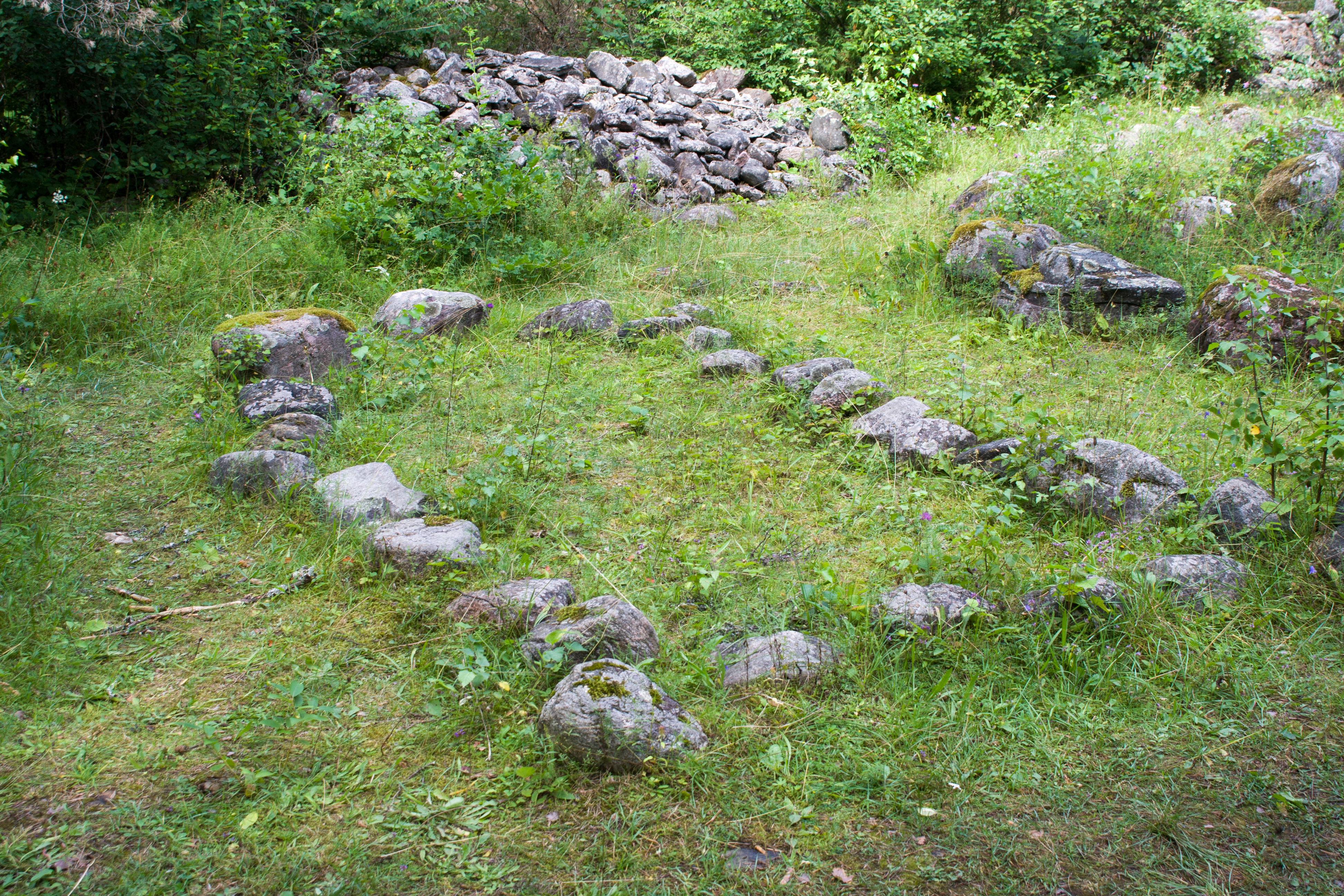
Tarandgrab auf Mäla

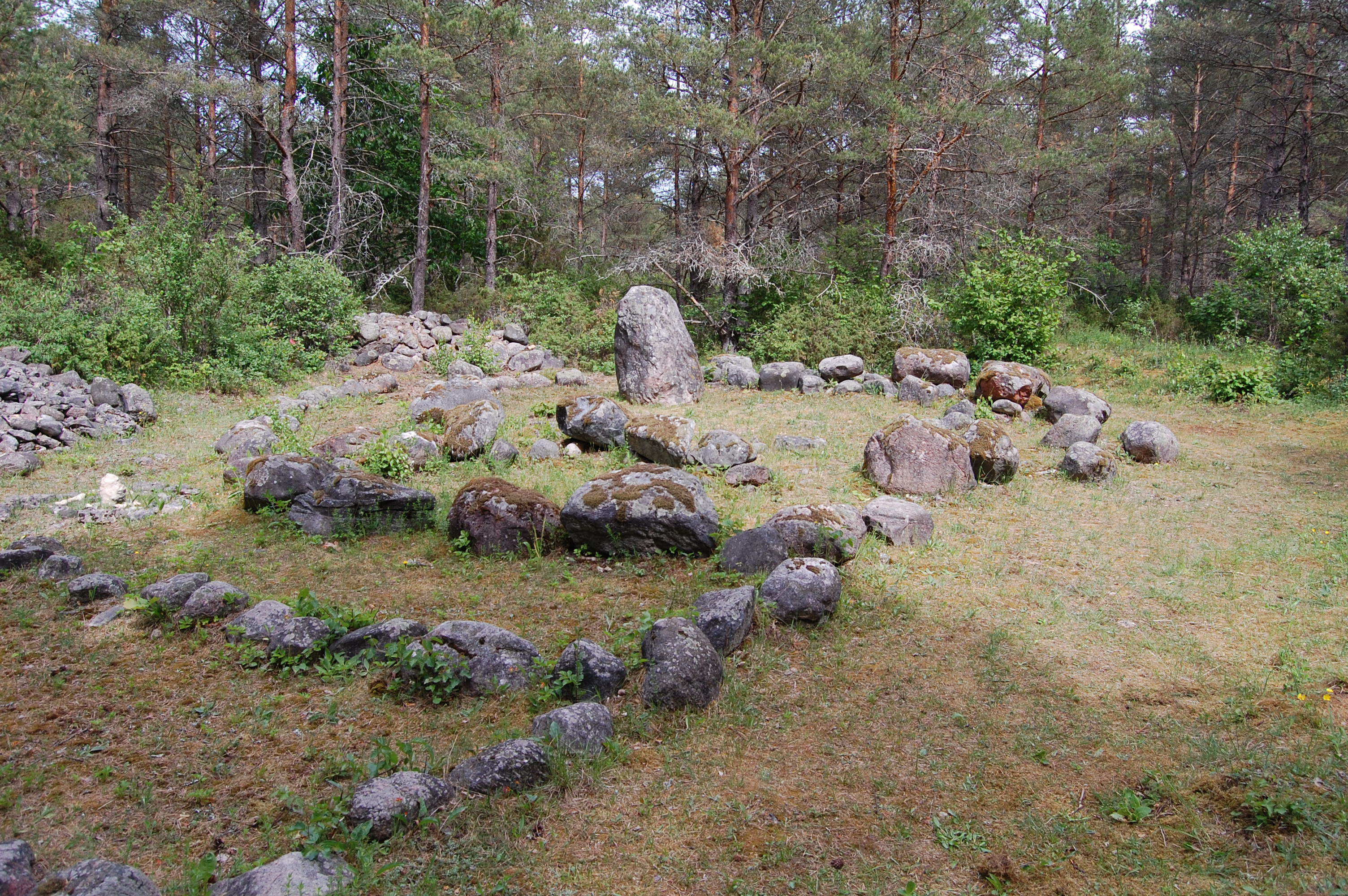
Tarandgrab auf Muhu

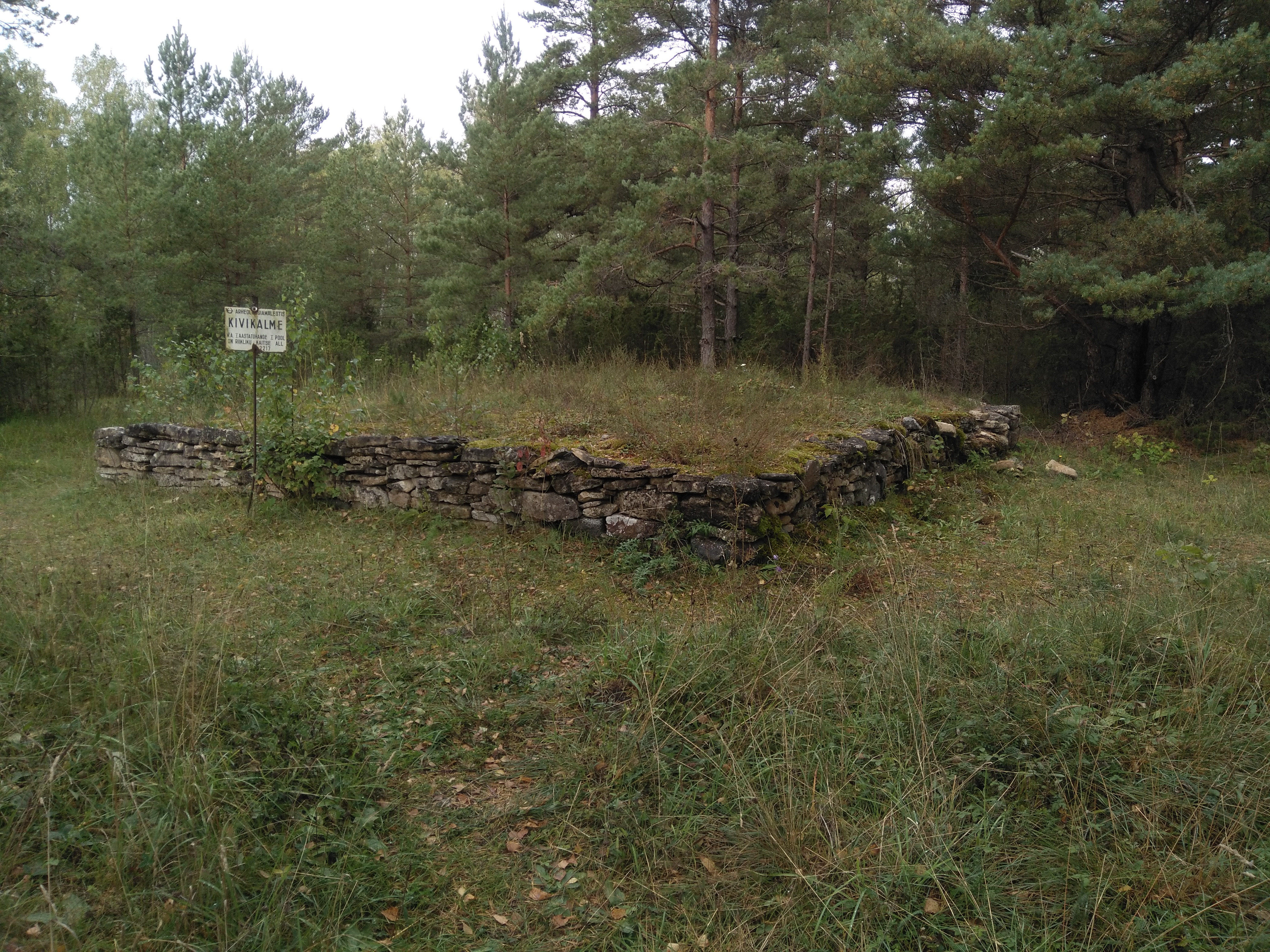
Tarandgrab von Kõmsi

Tarandgräber (estnisch tarandkalme; finn. tarhakalmisto; schwed. tarandgrav) sind Steingräber der Eisenzeit (etwa 500 v. Chr. – 500 n. Chr.), die in Estland, Lettland, Finnland und in Skandinavien aus oberirdischen (etwa 8,0 m × 3,0 m messenden) rechteckigen Steineinhegungen bestehen, die Tarands genannt werden und ähnlich wie Treuddar aus der Oberfläche ragen und mit Rollsteinen bedeckt sein können.

## Beschreibung
Nach Alter und Bauweise werden sie in: Frühe, typische und späte Tarandgräber eingeteilt. Frühe Formen wurden in der Küstenzone Nord- und Westestlands, auf den Inseln im Süden Finnlands, in Ostmittelschweden, in Nordlettland und Kurland gefunden. In Estland und Nordlettland wurden etwa 500 Gräberfelder gefunden. Sie sind ziemlich gleichmäßig verteilt, mit Ausnahme von Westestland. Die estländischen Tarandgräber sind besonders groß, wohingegen die finnischen klein sind und eine obskurere Konstruktion haben. Die schwedischen Tarandgräber waren lange schlecht zu finden. Aufgrund der C14-Datierung war es möglich, sie auf die Bronzezeit und die früheste Eisenzeit zu datieren, eine überraschend frühe Datierung, im Vergleich zu den finnischen und baltischen Gräbern, die jedoch in einer neu ausgegrabenen Gruppe bestätigt wurde.

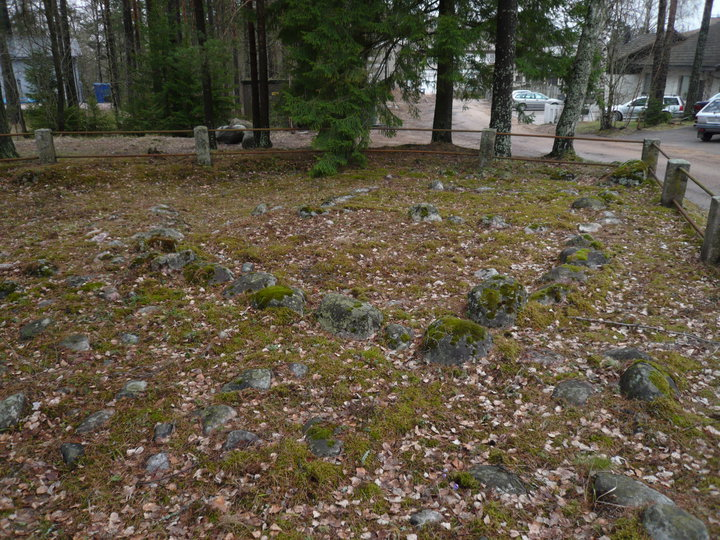
Tarhakalmisto von Karjaa

Die vorgeschichtliche Einhegung enthielt zunächst Körpergräber als Einzelbestattung. Im Laufe der Zeit wurde Einäscherung häufiger und die Artefakte wurden im Tarand-Bereich, aber auch außerhalb der Einhegung verstreut. Die meisten Artefakte wurden im mittleren Teil des Tarands oder um die größeren Steine gefunden. Artefakte und Knochen waren auch zwischen den Steinen verstreut.
Neue archäologische Untersuchungen auf Saaremaa haben gezeigt, dass dortige Totenhäuser Holzstrukturen sind, die teilweise auf Steinfundamenten ruhen. Kulthäuser wurden ebenfalls gefunden. Somit besteht die Möglichkeit, dass die Tarandgräber der Eisenzeit (ab 50 n. Chr. – 450 n. Chr.) Holzkonstruktionen auf einem Steinfundament waren.

## Uppland
Die schwedischen Tarandgrabkomplexe wurden auf Gräberfeldern der Spätbronzezeit gefunden. Die 1967 ausgegrabenen Tarandgräber von Täby in Uppland in Schweden bestehen aus einer 18 m langen und 3 m breiten Steineinfassung, die durch Steinreihen in Zellen unterteilt ist. Sie befand sich im südlichen Teil des großen Grabfeldes und war Ost-West orientiert. Gleichzeitig wurde eine rechteckige Steinfassung untersucht, die in zwei Zellen unterteilt war. Zwei der Gräber wurden auf 1500 v. Chr. datiert. Zwei ähnliche Gräber wurden in Skälby und Smedby in Uppland untersucht. In einigen Gräbern wurden ungewöhnliche Scherben gefunden. Die Gräber ähnelt den Tarandgräbern in Estland und Finnland aus der Zeit von 100 bis 500 n. Chr. Die Tarandgräber von Täby belegen das Bestehen kultureller Verbindungen zwischen dem Baltikum, Südwest-Finnland und Ost-Uppland, eine Theorie, die von dem Finnen Carl Fredrik Meinander (1916–2004) und dem Schweden Björn Ambrosiani (geb. 1928) diskutiert wurde.